# St. Benedikt und Vitus (Münster)

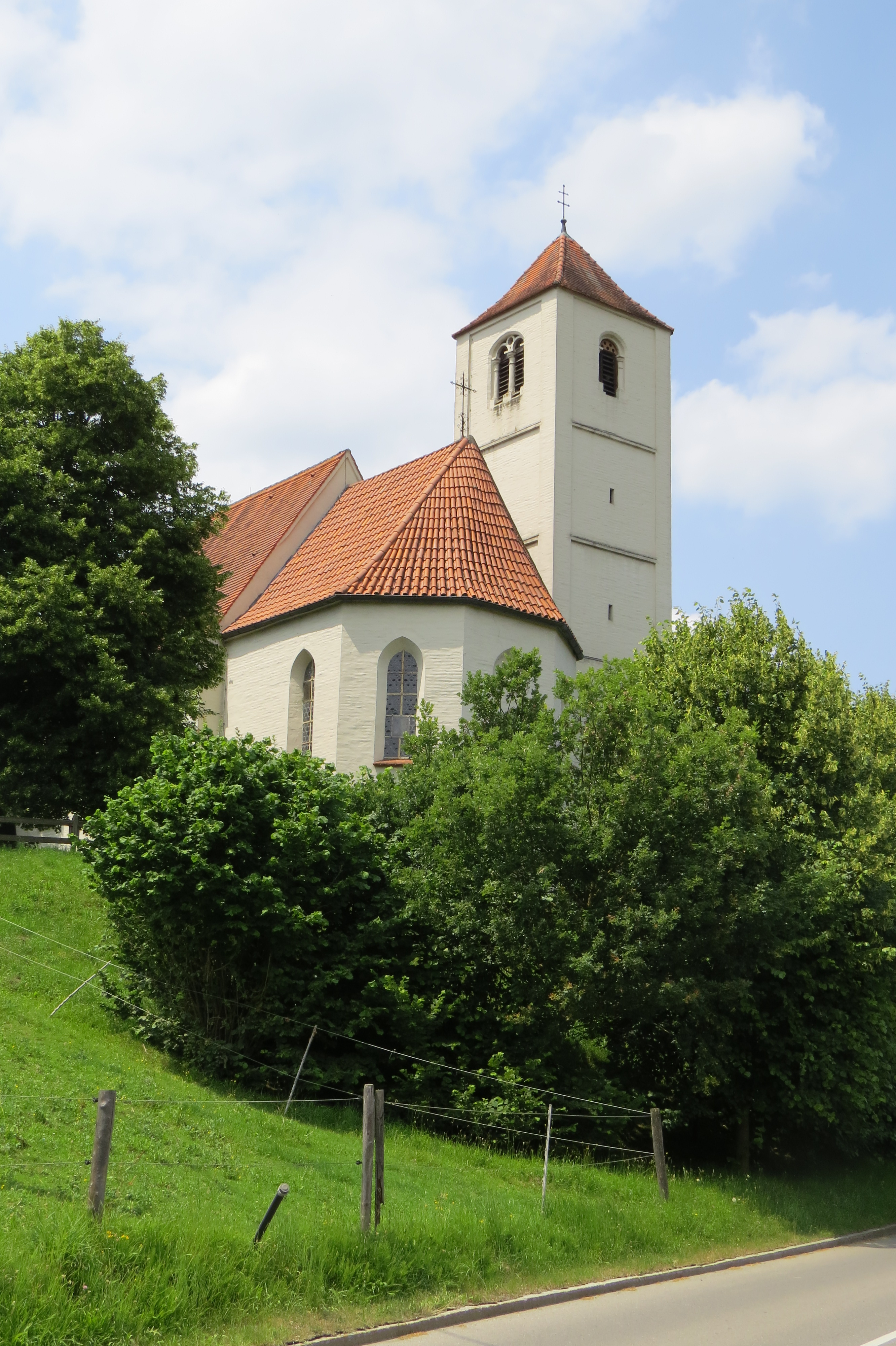
St. Benedikt und Vitus in Münster

Die römisch-katholische Filialkirche St. Benedikt und Vitus steht in Münster, einem Gemeindeteil von Mickhausen im schwäbischen Landkreis Augsburg in Bayern. Das Bauwerk ist in der Liste der Baudenkmäler in Mickhausen als Baudenkmal unter der Nr. D-7-72-178-12 eingetragen.

## Beschreibung
Die spätgotische Saalkirche wurde unter Verwendung von Teilen des Vorgängerbaus aus dem 9. Jahrhundert um 1500 erbaut. Sie besteht aus einem Langhaus, einem eingezogenen Chor mit Fünfachtelschluss im Osten und einem Chorflankenturm an der Nordwand des Chors, der mit einem Pyramidendach bedeckt ist. Der Innenraum des Langhauses ist mit einer Kassettendecke überspannt, die Dienste des Gewölbes im Chors ruhen auf Konsolen. Der neugotische Hochaltar wurde 1994 aufgestellt, er stammt aus der Kirche St. Dionysius in Oberfahlheim.